# Нора Вінсент
Нора Мері Вінсент (англ. Norah Vincent; 20 вересня 1968, Детройт, Мічиган — 6 липня 2022, Швейцарія) — американська феміністська письменниця, щотижнева колумністка для «Лос-Анджелес таймс» та щоквартальна колумністка про політику та культуру для національного журналу про геїв «The Advocate». Також писала для «Вілледж войс» та Salon.com. Її статті публікувалися в «The New Republic», «Нью-Йорк таймс», «Нью-Йорк пост», «Вашингтон пост» й іншій періодиці. 2006 року привернула особливу увагу книгою «Самостійна людина», у якій детально описала свій досвід 18 місяців життя як чоловіка під прикриттям.

## Життєпис
Народилася в Детройті і росла там, а також в Лондоні, Мічиган, де її батько працював юристом у Ford Motor Company. 1990 року здобула ступінь бакалавра з філософії у коледжі Вільямс, продовжила навчання в аспірантурі Бостонського коледжу. Працювала редакторкою у Free Press.
Нора Вінсент, будучи лесбійкою, недовго була одружена з Крістен Еріксон, але пара швидко розлучилася.
Її описували як лібертаріанку, яка критикувала постмодернізм і мультикультуралізм. Вона не вірила, що трансгендерні люди є статтю, з якою вони себе ідентифікують, за що її критикували. У статті для «Вілледж войс» вона написала: «[Транссексуальність] означає смерть особистості, душі, того доброго старомодного безсумнівного „Я“, яке так любив Декарт, чиє велике висловлювання „Я усвідомлюю, отже я існую“ стало онтологічним жартом на кшталт „Я вожуся, і ось я“».
У книзі «Добровільне божевілля» Вінсент детально описала свою десятирічну історію резистентної до лікування депресії: «…мій мозок вже ніколи не був таким же після курсу СІЗЗС». Через досвід чолов ічої поведінки під час створення «Самостійної людини» вона пережила депресивний зрив, внаслідок якого потрапила до закритої психіатричної лікарні. За її словами, це була висока ціна, яку вона заплатила за «тягар обману» окремої ідентичності та за спроби утримати у своїй свідомості дві гендерні ідентичності.
Померла внаслідок асистованого самогубства в клініці у Швейцарії 6 липня 2022 року у 53 роки. Про її смерть повідомили лише у серпні 2022 року.

## Кар'єра

### «Самостійний чоловік»
Книга Вінсент «Самостійний чоловік» (2006) переповідає 18-місячний експеримент на початку 2000-х, у якому вона замаскувалася під чоловіка. Це порівнювали з попереднім досвідом журналістики під прикриттям, як-от «Black Like Me». Вінсент дала інтерв'ю Джуджу Чангу в програмі ABC News «20/20» і розповіла про цей досвід на «HARDtalk» на BBC 21 квітня 2006 року, описавши свій досвід у стосунках між чоловіками та жінками. Вона приєдналася до чоловічого боулінг-клубу, чоловічої терапевтичної групи, відвідувала стриптиз-клуби, зустрічалася з жінками та використовувала свої знання колишньої католички для відвідування ченців у монастирі.
Вінсент писала, що єдиний раз, коли її вважали надто жіночною, був періодом її перебування у чоловічій ролі. Її чоловіче альтер его, Неда, кілька разів вважали геєм. Риси обличчя, які сприймали як маскулінні, коли вона представлялася жінкою, сприймали як жіночні, коли вона представлялася чоловіком. Вінсент підсумовувала, що після експерименту повніше усвідомила переваги жіночої та недоліки чоловічої статі: «Мені дійсно подобається бути жінкою… Зараз мені це подобається більше, тому що я вважаю це радше привілеєм».
Вінсент також сказала, що стала більш співчутливою до чоловіків: «Чоловіки страждають. У них інші проблеми, ніж у жінок, але їм не краще... і вони потребують одне одного більше, ніж будь-чого у світі. Їм потрібно бути разом».

### «Добровільне божевілля»
У книзі Вінсент «Добровільне божевілля» (2008) розповідається про її досвід стаціонарного лікування у трьох закладах для психічно хворих: «відділенні державної міської лікарні, приватному закладі Середнього Заходу та дорогій клініці Нью-Ейдж». Авторка критикувала лікарів, які були неприступними, зазначаючи, що забагато з них покладаються на ліки як терапію, тоді як інші звертаються лише до симптомів, а не до основних причин.
У книзі також розглядається питання псевдопацієнтів та тих, хто продовжують хворіти через небажання співпрацювати в терапії.

### Пізніші роботи
Пізніше Вінсент написала два романи: «Твій сусід» (2012), який газета «Нью-Йорк таймс» описала як «похмурий комічний трилер», та «Аделіна» (2015), у якому зображено життя Вірджинії Вулф від моменту написання її роману «До маяка» до її самогубства 1941 року.

## Публікації
- Самостійна людина (Viking Adult, 2006)[2][15]
- Добровільне божевілля (Viking Adult, 2008)[3]
- Твій ближній (Viking Adult, 2012)[3]
- Аделін: Роман Вірджинії Вулф (Houghton Mifflin Harcourt, 2015)[3]